# Prix Presburger
Le prix Presburger est une distinction décernée par l'European Association for Theoretical Computer Science (EATCS) à un jeune scientifique qui a apporté des contributions exceptionnelles au domaine de l'informatique théorique. Le prix porte le nom du mathématicien polonais Mojżesz Presburger. 

## Description
Depuis 2010, l'EATCS décerne chaque année, lors de la conférence ICALP, un prix Presburger à un jeune chercheur (rarement à plusieurs jeunes chercheurs) pour une contribution exceptionnelle en informatique théorique, attestée par un article ou une série d'articles publiés. Le prix porte le nom de
Mojżesz Presburger qui a réalisé son travail novateur sur la décidabilité de la théorie de l'addition (qu'on appelle maintenant l'arithmétique de Presburger) en 1929, alors qu'il était encore étudiant.

## Lauréats
- 2010 : Mikołaj Bojańczyk[2]
- 2011 : Patricia Bouyer-Decitre[2]
- 2012 : Venkatesan Guruswami et Mihai Pătraşcu[3]
- 2013 : Erik Demaine[4]
- 2014 : David P. Woodruff[5]
- 2015 : Xi Chen
- 2016 : Mark Braverman[6]
- 2017 : Alexandra Silva[7], pour ses travaux sur les coalgèbres comme outils pour comprendre, entre autres, les opérations sur les automates finis[8].
- 2018 : Aleksander Madry, pour ses travaux sur le problème de flot maximum.
- 2019 : Karl Bringmann et Kasper Green Larsen pour des bornes inférieures.
- 2020 : Dmitriy Zhuk[9] pour avoir donné, en 2017, une solution positive à la conjecture de dichotomie du CSP (constraint satisfaction problem) de Feder et Vardi.
- 2021 : Shayan Oveis Gharan[10] pour ses travaux sur le problème du voyageur de commerce et les problèmes liés.
- 2022 : Dor Minzer[11].
- 2023 : Aaron Bernstein et Thatchaphol Saranurak[12].
- 2024 : Justin Hsu et Pravesh Kothari[13].